# 구화영웅
《구화영웅》(중국어: 救火英雄)은 2014년 공개된 홍콩의 영화이다.

## 출연

### 주연
- 사정봉
- 여문락
- 임달화

### 조연
- 후준
- 성룡
- 담요문
- 요계지
- 바이 빙
- 천웨이팅
- 안지걸
- 요계지
- 오호강
- 관지빈

## 기타
- 시각효과: 황지형
- 무술감독: 황위량